# Futbol Club Barcelona 2022-2023 (femminile)
Questa voce raccoglie le informazioni riguardanti il Futbol Club Barcelona nelle competizioni ufficiali della stagione 2022-2023.

## Divise e sponsor
Le tenute di gioco sono le stesse utilizzate dal Barcellona maschile. Il fornitore tecnico per la stagione 2022-2023 è Nike, mentre il composit sponsor è Spotify.
| Casa |  | Casa (alt.) | Trasferta | Terza maglia | Quarta maglia |

## Organigramma societario
Come da sito societario:
- Direttore responsabile: Xavier Puig
- Sport manager: Markel Zubizarreta
- Allenatore: Jonatan Giráldez

## Rosa
Rosa, ruoli e numeri di maglia come da sito ufficiale, aggiornata al 21 marzo 2023.
| N. |                     | Ruolo | Calciatrice                    |
| -- | ------------------- | ----- | ------------------------------ |
| 1  | Spagna (bandiera)   | P     | Sandra Paños                   |
| 2  | Spagna (bandiera)   | D     | Irene Paredes                  |
| 3  | Spagna (bandiera)   | D     | Laia Codina                    |
| 4  | Spagna (bandiera)   | D     | María León                     |
| 5  | Spagna (bandiera)   | D     | Jana Fernández                 |
| 6  | Spagna (bandiera)   | A     | Claudia Pina                   |
| 7  | Svizzera (bandiera) | D     | Ana-Maria Crnogorčević         |
| 8  | Spagna (bandiera)   | D     | Marta Torrejón (vice-capitano) |
| 9  | Spagna (bandiera)   | A     | Mariona Caldentey              |
| 10 | Norvegia (bandiera) | A     | Caroline Graham Hansen         |
| 11 | Spagna (bandiera)   | C     | Alexia Putellas (capitano)     |
| 12 | Spagna (bandiera)   | C     | Patricia Guijarro              |
| 13 | Spagna (bandiera)   | P     | Cata Coll                      |

| N. |                        | Ruolo | Calciatrice      |
| -- | ---------------------- | ----- | ---------------- |
| 14 | Spagna (bandiera)      | C     | Aitana Bonmatí   |
| 15 | Inghilterra (bandiera) | D     | Lucy Bronze      |
| 16 | Svezia (bandiera)      | A     | Fridolina Rolfö  |
| 17 | Spagna (bandiera)      | A     | Salma Paralluelo |
| 18 | Brasile (bandiera)     | A     | Geyse Ferreira   |
| 19 | Spagna (bandiera)      | A     | Bruna Vilamala   |
| 20 | Nigeria (bandiera)     | A     | Asisat Oshoala   |
| 21 | Inghilterra (bandiera) | C     | Keira Walsh      |
| 22 | Spagna (bandiera)      | D     | Nuria Rábano     |
| 23 | Norvegia (bandiera)    | C     | Ingrid Engen     |
| 24 | Spagna (bandiera)      | P     | Gemma Font       |
| 25 | Spagna (bandiera)      | D     | Emma Ramírez     |

## Calciomercato

### Sessione estiva
| Acquisti | Acquisti         | Acquisti        | Acquisti           |
| R.       | Nome             | da              | Modalità           |
| -------- | ---------------- | --------------- | ------------------ |
| D        | Lucy Bronze      | Manchester City | [ 3 ]              |
| D        | Laia Codina      | Milan           | fine prestito      |
| D        | Nuria Rábano     | Real Sociedad   | [ 5 ]              |
| D        | Emma Ramírez     | Real Sociedad   | fine prestito      |
| C        | Andrea Falcón    | Levante         | fine prestito      |
| C        | Keira Walsh      | Manchester City | [ 8 ] [ 9 ] [ 10 ] |
| A        | Candela Andújar  | Valencia        | fine prestito      |
| A        | Geyse Ferreira   | Madrid CFF      | [ 12 ]             |
| A        | Salma Paralluelo | Villarreal      | [ 13 ] [ 14 ]      |
| A        | Gio Queiroz      | Levante         | fine prestito      |

| Cessioni | Cessioni         | Cessioni            | Cessioni       |
| R.       | Nome             | a                   | Modalità       |
| -------- | ---------------- | ------------------- | -------------- |
| D        | Lieke Martens    | Paris Saint-Germain | fine contratto |
| D        | Leila Ouahabi    | Manchester City     | fine contratto |
| D        | Andrea Pereira   | América             | fine contratto |
| D        | Melanie Serrano  |                     | ritiro         |
| C        | Andrea Falcón    | América             | fine contratto |
| C        | Ornella Vignola  | Siviglia            | in prestito    |
| A        | Candela Andújar  |                     | ritiro         |
| A        | Jennifer Hermoso | Pachuca             | fine contratto |
| A        | Gio Queiroz      | Arsenal             | [ 24 ]         |

### Sessione invernale
| Acquisti | Acquisti        | Acquisti | Acquisti      |
| R.       | Nome            | da       | Modalità      |
| -------- | --------------- | -------- | ------------- |
| C        | Ornella Vignola | Siviglia | fine prestito |
| C        | Giulia Dragoni  | Inter    | [ 26 ] [ 27 ] |

| Cessioni | Cessioni        | Cessioni | Cessioni    |
| R.       | Nome            | a        | Modalità    |
| -------- | --------------- | -------- | ----------- |
| C        | Ornella Vignola | Alavés   | in prestito |
| A        | Esther Laborde  | Alavés   | in prestito |

## Risultati

### Primera División

#### Girone di andata
| Arbitro: | Arregui Gamir |

|  |           |                                                     |
|  | Marcatori | 11’ Guijarro 26’ Oshoala 32’ Paralluelo 79’ Paredes |

| Arbitro: | Martínez Madrona |

|                      |           |  |
| Geyse 60’ Hansen 67’ | Marcatori |  |

| Arbitro: | Martínez Martínez |

|            |           |                                                    |
| García 56’ | Marcatori | 26’ Mapi León 48’ Oshoala 75’ Pina 85’ (aut.) Mata |

| Arbitro: | González González |

|                                                                    |           |  |
| Hansen 22’ Caldentey 59’, 65’ Geyse 61’, 68’ Crnogorčević 77’, 78’ | Marcatori |  |

### Coppa della Regina
| Pamplona 10 gennaio 2023, ore 20:45 CET Ottavi di finale | Osasuna     | 3 – 0 A tavolino referto | Barcellona | Stadio El Sadar\| Arbitro: \| Frías Acedo \| |
| Arbitro:                                                 | Frías Acedo |                          |            |                                              |

### UEFA Women's Champions League

#### Fase a gironi
| Arbitro: | Peșu |

|                                                                                                 |           |  |
| Guijarro 1’ Bonmatí 14’ Oshoala 34’, 84’ Caldentey 50’ Crnogorčević 65’ Geyse 67’, 88’ Pina 77’ | Marcatori |  |

| Arbitro: | Watson |

|             |           |                                       |
| Holdt 45+2’ | Marcatori | 30’, 41’ Bonmatí 65’, 90+2’ Caldentey |

| Arbitro: | Foster |

|                                |           |  |
| Geyse 47’ Bonmatí 60’ Pina 66’ | Marcatori |  |

| Arbitro: | Staubli |

|                                 |           |           |
| Bühl 4’ Magull 10’ Schüller 60’ | Marcatori | 65’ Geyse |

| Arbitro: | Cvetković |

|                          |           |                                                                                      |
| J. Silva 62’ Lacasse 81’ | Marcatori | 8’ Paredes 45+2’ Pina 48’ Bonmatí 58’ Crnogorčević 80’ (aut.) Seição 90+1’ Caldentey |

| Arbitro: | Grundbacher |

|                                                                |           |  |
| Oshoala 10’, 16’ León 45+3’ Rolfö 47’ Torrejón 50’ Paredes 69’ | Marcatori |  |

#### Fase a eliminazione diretta
| Arbitro: | Demetrescu |

|  |           |                |
|  | Marcatori | 34’ Paralluelo |

| Arbitro: | Hussein |

|                                                    |           |               |
| Rolfö 11’, 45+2’ León 33’ Oshoala 46’ Guijarro 53’ | Marcatori | 58’ Serturini |

| Arbitro: | Adámková |

|  |           |                  |
|  | Marcatori | 4’ Graham Hansen |

| Arbitro: | Staubli |

|                   |           |            |
| Graham Hansen 63’ | Marcatori | 67’ Reiten |

| Arbitro: | Foster |

|                             |           |                   |
| Guijarro 48’, 50’ Rolfö 70’ | Marcatori | 3’ Pajor 37’ Popp |

### Supercoppa spagnola
| Arbitro: | Marta Huerta de Aza (Tenerife) |

|                                                |           |          |
| Pina 24’ Caldentey 111’ (rig.) Paralluelo 120’ | Marcatori | 54’ Weir |

| Arbitro: | Marta Frías Acedo (Aragón) |

|  |           |                                |
|  | Marcatori | 13’, 47’ Bonmatí 90+7’ Oshoala |

## Statistiche

### Statistiche di squadra
| Competizione             | Punti | In casa | In casa | In casa | In casa | In casa | In casa | In trasferta | In trasferta | In trasferta | In trasferta | In trasferta | In trasferta | Totale | Totale | Totale | Totale | Totale | Totale | DR   |
| Competizione             | Punti | G       | V       | N       | P       | Gf      | Gs      | G            | V            | N            | P            | Gf           | Gs           | G      | V      | N      | P      | Gf     | Gs     | DR   |
| ------------------------ | ----- | ------- | ------- | ------- | ------- | ------- | ------- | ------------ | ------------ | ------------ | ------------ | ------------ | ------------ | ------ | ------ | ------ | ------ | ------ | ------ | ---- |
| Primera División         | 85    | 15      | 15      | 0       | 0       | 64      | 3       | 15           | 13           | 1            | 1            | 54           | 7            | 30     | 28     | 1      | 1      | 118    | 10     | +108 |
| Coppa della Regina       | -     | -       | -       | -       | -       | -       | -       | 1            | 0            | 0            | 1            | 0            | 3            | 1      | 0      | 0      | 1      | 0      | 3      | -3   |
| Women's Champions League | -     | 6       | 5       | 1       | 0       | 27      | 4       | 5            | 4            | 0            | 1            | 13           | 6            | 11     | 9      | 1      | 1      | 40     | 10     | +30  |
| Supercoppa spagnola      | -     | 1       | 1       | 0       | 0       | 3       | 1       | 1            | 1            | 0            | 0            | 3            | 0            | 2      | 2      | 0      | 0      | 6      | 1      | +5   |
| Totale                   | -     | 22      | 21      | 1       | 0       | 94      | 8       | 22           | 18           | 1            | 3            | 70           | 16           | 44     | 39     | 2      | 3      | 164    | 24     | +140 |

### Andamento in campionato
| Giornata  | 1 | 2 | 3 | 4 | 5 | 6 | 7 | 8 | 9 | 10 | 11 | 12 | 13 | 14 | 15 | 16 | 17 | 18 | 19 | 20 | 21 | 22 | 23 | 24 | 25 | 26 | 27 | 28 | 29 | 30 |
| --------- | - | - | - | - | - | - | - | - | - | -- | -- | -- | -- | -- | -- | -- | -- | -- | -- | -- | -- | -- | -- | -- | -- | -- | -- | -- | -- | -- |
| Luogo     | T | C | T | C | T | T | C | T | C | T  | C  | C  | T  | C  | T  | C  | T  | C  | T  | C  | T  | C  | C  | T  | C  | T  | C  | T  | C  | T  |
| Risultato | V | V | V | V | V | V | V | V | V | V  | V  | V  | V  | V  | V  | V  | V  | V  | V  | V  | V  | V  | V  | V  | V  | N  | V  | V  | V  | P  |
| Posizione |   |   |   |   |   |   |   |   |   |    |    |    |    |    |    |    |    |    |    |    |    |    |    |    |    |    |    |    |    | 1  |

Legenda:

Luogo: C = Casa; T = Trasferta. Risultato: V = Vittoria; N = Pareggio; P = Sconfitta.